# غاليري الأرت هاوس
غاليري الأرت هاوس هي صالة عرض فنية في مدينة دمشق في الجمهورية العربية السورية كما وأنها مركز ثقافي مصغر هذفه إلقاء الضوء على المواهب الشابة ودعمهم وتمكينهم من تحسين نتاجهم ومستواهم الفني.

## تاريخ الغاليري
تم افتتاح غاليري الأرت هاوس في آذار عام 2007 م في منطقة المزة القديمة في دمشق في مبنى قديم يعود إلى ما يقارب الأربعة قرون كما ذكرت إيمان عرابي - مديرة الصالة - حيث تم تأسيس المبنى عام 1925 عند دخول العثمانين إلى سوريا وكان مطحنة للملح الصخري، ثمّ تحوّل في عام 1800 إلى معمل للخمور ثمّ إلى مطحنة حبوب استمرت مدّة 70 عاما، ومـؤخرا قام نادر قلعي بشراءه و تحويله إلى غاليري ومشروع مركز ثقافي حيث يضم الغاليري صالة للآداب والفنون الجميلة ومكتبة تحتوي عددا من الكتب المتنوعة وفندق لاستقبال الفنانين والآدباء. كما يذكر أنه تقام فيه بعض الأمسيات الأدبية والموسيقية.
وتشير إيمان عرابي إلى هدف الغاليري إلقاء الضوء على أعمال المواهب الشابة في سوريا ودعهمهم وتمكينهم من تحسين نتاجهم الفني من خلال التبادل والاطلاع.

## فنانون في الأرت هاوس
بعض الفنانين الذين أقاموا معارضا لأعمالهم في الأرت هاوس:
- خالد المز
- عدنان الرفاعي
- شيرين الملا
- ياسر حمود
- سارة شمة
- ريما سلمون

## المـصدر
syriansteps